# Issoumaila Dao
Issoumaila Dao (Abiyán, Costa de Marfil, 9 de agosto de 1983), futbolista marfileño. Jugó de defensa con el SC Bastia  y el Toulouse FC de la Ligue 2 de Francia. Fue parte de la selección nacional de Costa de Marfil. Se retiró el 1 de julio de 2014.

## Clubes
| Club        | País    | Año       |
| ----------- | ------- | --------- |
| Toulouse FC | Francia | 2001-2008 |
| SC Bastia   | Francia | 2008-     |